# Jules Cordier
Pour les articles homonymes, voir Cordier (homonymie).
Pour l'écrivain utilisant ce pseudonyme, voir Éléonore Tenaille de Vaulabelle.
Jules Cordier est un homme politique français né le 16 janvier 1844 à Toul (Meurthe) et mort le 25 décembre 1919 à Toul.

## Biographie
Petit-neveu du Baron Louis, ministre des finances de la Restauration, il est avocat à Nancy. Sous l'Empire, il entre dans l'opposition et collabore avec le Journal del a Meurthe et des Vosges puis dans le Courrier de Meurthe-et-Moselle.  Conseiller municipal de Toul en 1874 et conseiller général du canton de Domèvre-en-Haye entre 1877 et 1883, il est député de Meurthe-et-Moselle en 1885, élu sur une liste opportuniste et identifié par la préfecture comme de centre gauche. Il siège ensuite au groupe de l'Union des gauches. Il participe à plusieurs commissions dont celle sur la Séparation des Églises et de l'État et vote pour le maintien du Concordat. Il est réélu en 1889 devant un conservateur-révisionniste. Il échoue cependant face à Gustave Chapuis en 1893. Il écrit alors deux livres, Deux ans de polémique en 1898 et en 1901 Une bataille pour une idée sur l'affaire Dreyfus.

## Sources
- « Jules Cordier », dans Adolphe Robert et Gaston Cougny, Dictionnaire des parlementaires français, Edgar Bourloton, 1889-1891 [détail de l’édition]
- « Jules Cordier », dans le Dictionnaire des parlementaires français (1889-1940), sous la direction de Jean Jolly, PUF, 1960 [détail de l’édition]
- Jean El Gammal, François Roth et Jean-Claude Delbreil, Dictionnaire des Parlementaires lorrains de la Troisième République, Serpenoise, 2006 (ISBN 2-87692-620-2 et 978-2-87692-620-2, OCLC 85885906, lire en ligne), p. 143-144